# Zosime (pape)
Pour les articles homonymes, voir Zosime.
Zosime est le 41e évêque de Rome du 18 mars 417 jusqu'à sa mort le 26 décembre 418. Il est né à Mesoraca, en Calabre. De nombreuses contestations agitèrent son pontificat durant lequel il tenta d'affirmer l'autorité papale avec beaucoup de détermination.
Saint de l'Église catholique romaine, il est fêté le 26 décembre.

## Origines
Selon le Liber Pontificalis, Zosime est originaire de Grande-Grèce (sud de l'Italie) et son père s'appelait Abramius. L'historien Adolf von Harnack en déduit que la famille est d'origine juive, convertie au christianisme, mais cela est rejeté par Louis Duchesne ; il n'existe aucune certitude à ce sujet.

## Histoire et tradition
À l'exception des brèves notes rapportées dans le Liber Pontificalis, on ne sait rien de son histoire avant l'élection.
Successeur d'Innocent Ier, Zosime est élu unanimement le 18 mars 417, un Grec, étranger à la mentalité romaine, pourvu de bonnes intentions mais dépourvu de tact et de diplomatie. Son caractère irritable caractérise toutes les controverses auxquelles il prend part, en Gaule, en province d'Afrique et en Italie, y compris à Rome, où à sa mort le clergé est très divisé.

### Primatie de Patrocle d'Arles
Zosime prend une part décisive au long conflit en Gaule concernant la juridiction du siège d'Arles sur celui de Vienne, prenant des décisions énergiques en faveur du premier, mais sans régler la controverse.
Son accession au trône pontifical est suivie par l'évêque Patrocle d'Arles, qui a été élevé à ce siège à la place de l'évêque Héros d'Arles, déposé par l'empereur romain Constance III. Patrocle ne parvient pas à gagner la confiance du nouveau pape. Dès le 22 mars, il reçoit une lettre papale qui lui confère les droits de métropolite sur tous les évêques des provinces gauloises de Viennensis et Narbonensis, avec un droit de primatie pour les ordinations et les jugements, qui est par la suite sujet à contestation et qui n'est pas soutenu par ses successeurs. Il devient une sorte de « vicaire papal » pour toute la Gaule, aucun ecclésiastique gaulois ne pouvant se rendre à Rome sans apporter avec lui un certificat d'identité de sa part.
En l'an 400, Patrocle d'Arles a remplacé Trèves comme résidence du chef du gouvernement du diocèse des Gaules, le « Prefectus Praetorio Galliarum ». Patrocle, qui bénéficie de l'appui du commandant Constantin, profite de cette occasion pour se procurer une position de suprématie en ralliant Zosime à ses idées. Les évêques de Vienne, Narbonne et Marseille considèrent cette élévation du siège d'Arles comme une atteinte à leurs droits et soulèvent des objections qui valent plusieurs lettres de Zosime. Le différend n'est cependant réglé que sous le pontificat du pape Léon Ier.
L'évêque Procule de Marseille encourt l'indignation du pape pour avoir affecté les droits de métropolite sur la Gaule narbonnaise.

### Confrontation avec le pélagianisme

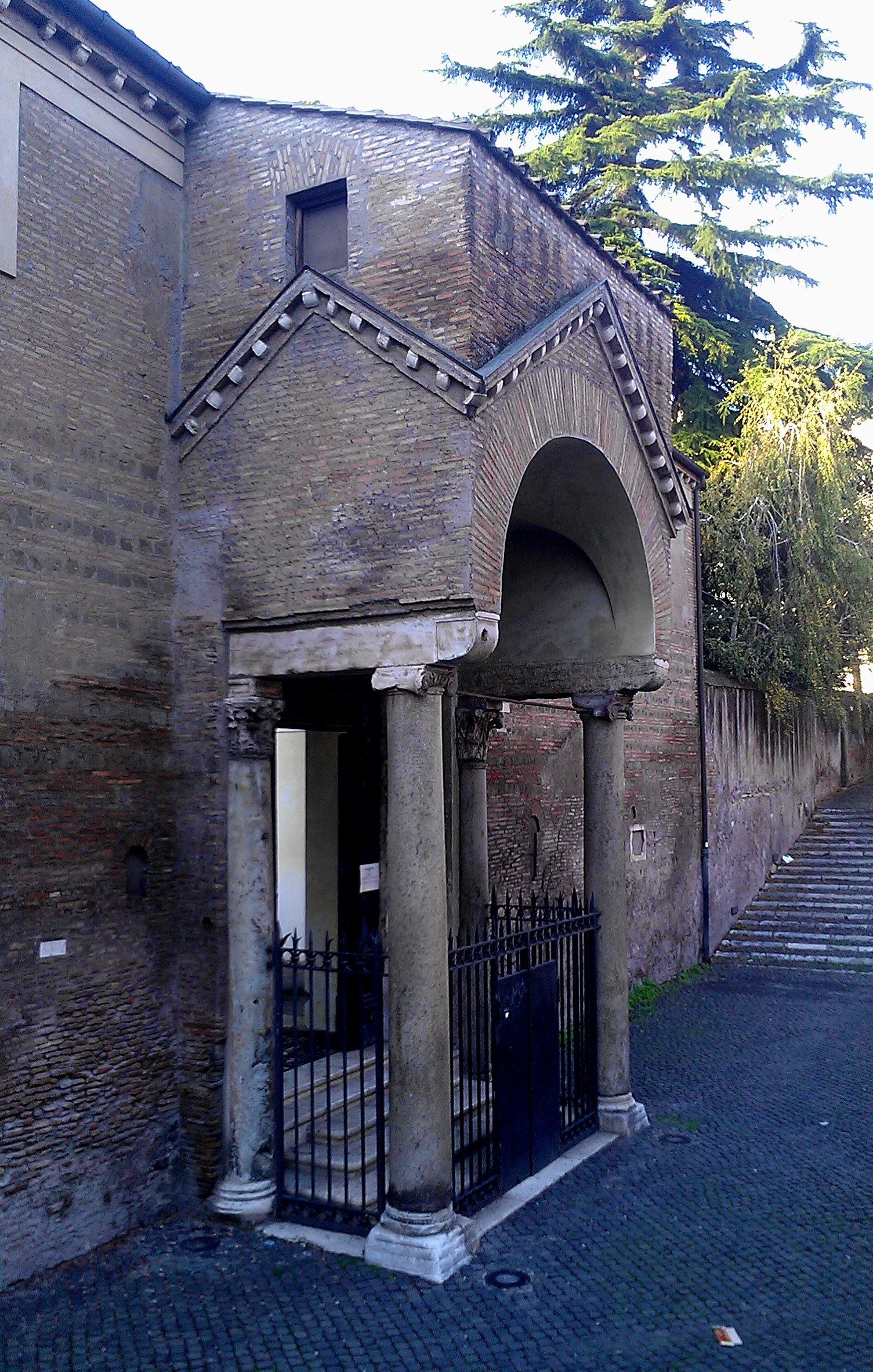
Entrée latérale de la basilique Saint-Clément-du-Latran, qui est en grande partie la même que lorsque Zosime et Célestius s'y rencontrèrent en 418.

Célestius, qui partage les idées de Pélage, qui a été condamné par le pape précédent, Innocent Ier, vient à Rome pour porter son appel de la condamnation prononcée contre lui-même par la conférence de Carthage de 411, après avoir été expulsé de Constantinople. Zosime met dans l'instruction de cette affaire toute la circonspection et toute la prudence d'un juge qui veut être convaincu. Au cours de l'été 418, il organise une réunion du clergé romain dans la basilique Saint-Clément-du-Latran devant laquelle comparaît Célestius. Il lui fait même promettre de condamner tout ce qui serait condamné par le Saint-Siège. Les propositions rédigées par le diacre Paulin de Milan, à cause desquelles Célestius a été condamné à Carthage en 411, lui sont soumises. Célestius refuse de condamner ces propositions, déclarant en même temps qu'il accepte la doctrine exposée dans les lettres du pape Innocent et fait une confession de foi qui est approuvée. Le pape est convaincu par sa conduite et dit qu'il n'est pas sûr s'il a réellement soutenu la fausse doctrine rejetée par Innocent ; il considère l'action des évêques africains contre Célestius trop hâtive. Néanmoins il ne lève pas l'excommunication et prend un délai de deux mois afin de pouvoir écrire aux évêques de la province d'Afrique et être parfaitement informé des motifs de leur jugement. Il invite ceux qui ont quelque chose à reprocher à Célestius à se présenter à Rome dans les deux mois.
Célestius et Pelage trouvent des amis qui parviennent à s'emparer de la conviction du saint pontife qui les reconnaît innocents et va même jusqu'à punir deux envoyés de Carthage, qui sont venus à Rome pour soutenir la décision du concile. Zosime reçoit alors une lettre de Praulius, évêque de Jérusalem, successeur de Jean II qui lui recommande spécialement Pelage, pour lequel il est aussi affectionné que l'a été son prédécesseur. Après avoir reçu une confession de foi de Pélage, ainsi qu'un nouveau traité sur le libre arbitre, Zosime tient un nouveau synode du clergé romain, devant lequel ces deux écrits sont lus. L'assemblée considère ces déclarations comme orthodoxes ; Zosime écrit une seconde lettre plus forte que la première aux évêques africains, dans laquelle il témoigne être persuadé de la sincérité de Pelage et blâme même les évêques gaulois Héros d'Arles et Lazare, qui ont pour eux l'estime de saint Augustin d'Hippone.
Du point de vue des catholiques, Zosime s'est laissé surprendre par les artifices de Pelage et de Célestius, par sa trop grande bonté et par un excès de crédulité, non en approuvant l'erreur avec eux, dit un auteur, mais en les croyant catholiques avec lui. L'archevêque Aurèle de Carthage convoque rapidement un synode, qui envoie une réponse à Zosime dans laquelle il est suggéré que le pape a été trompé par des hérétiques. Dans sa réponse, Zosime déclare qu'il n'a rien réglé définitivement et qu'il ne souhaite rien régler sans consulter les évêques africains.
Survient alors la nouvelle lettre synodale du concile de Carthage du 1er mai 418 au pape, à laquelle s'ajoutent les mesures prises par l'empereur romain Flavius Honorius contre les Pélagiens, le tout montrant une volonté politique allant à l'encontre des adeptes de Pélage. Zosime décide alors que le pélagianisme a un caractère hérétique. Il écrit subséquemment une lettre à tous les évêques, spécialement à ceux d'Afrique, où il explique fermement la doctrine catholique sur le péché originel et la grâce de Jésus-Christ, sa Tractoria, dans laquelle le pélagianisme et ses auteurs sont définitivement condamnés.
Dix-huit évêques, avec Julien d'Éclane à leur tête, refusent d'y souscrire. Ces dix-huit réfractaires (d'autres n'en comptent que dix-sept) donnent le premier exemple de l'appel d'une constitution apostolique du Saint-Siège au futur concile général. Tous les évêques d'Afrique tiennent un nouveau concile et, avec le secours et l'éloquence de saint Augustin, parviennent à faire triompher leur point de vue. Zosime ordonne un nouvel examen, et le premier jugement est rétracté.

### Droit de recours auprès du Siège Romain

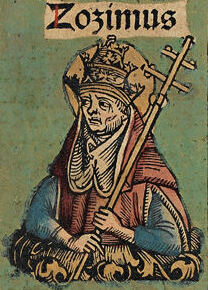
Michael Wolgemut, Wilhelm Pleydenwurff, Portrait de Zosime dans La Chronique de Nuremberg, 1493.

Peu de temps après, Zosime est impliqué dans un différend avec les évêques africains concernant le droit des clercs condamnés par leurs évêques de faire appel au Siège romain. Lorsque le prêtre Apiarius de Sicca est excommunié par son évêque à cause de ses crimes, il s'adresse directement au pape, sans tenir compte de la procédure régulière d'appel en Afrique, qui est prescrite. Le pape accepte immédiatement l'appel et envoie des légats accrédités en Afrique pour enquêter sur la question. Une autre solution, potentiellement plus sage, aurait été de renvoyer d'abord le cas d'Apiarius au processus d'appel ordinaire en Afrique même. Zosime commet ensuite l'erreur supplémentaire de fonder son action sur un canon réputé du premier concile de Nicée, qui est, en réalité, un canon du concile de Sardique. Dans les manuscrits romains, les canons de Sardique suivent immédiatement ceux de Nicée, sans titre indépendant, tandis que les manuscrits africains ne contiennent que les véritables canons de Nicée, de sorte que le canon invoqué par Zosime n'est pas contenu dans les copies africaines des canons de Nicée. Cette erreur déclenche un grave désaccord sur l'appel, qui s'est poursuivi après la mort de Zosime.
L'autoritarisme de Zosime lui crée des problèmes à Rome également, où il meurt alors qu'il est sur le point d'excommunier un groupe d'opposants.
Une maladie longue et douloureuse enlève le pape, le 26 décembre 418, qui est enterré dans la basilique Saint-Laurent-hors-les-Murs.

## Héritage
On lit dans le martyrologe qu'il ordonna que les diacres portent des pâlies, ou serviettes, sur le bras gauche. Le Liber Pontificalis attribue à Zosime un décret sur le port du manipule par les diacres et sur la bénédiction des cierges pascals dans les paroisses de campagne (mais cette bénédiction est d'un temps plus reculé), ainsi qu'un décret interdisant aux clercs de fréquenter les tavernes.
Il reste de Zosime treize lettres, qu'on trouve écrites avec beaucoup de vigueur et d'autorité, adressées aux évêques de la province byzantine d'Afrique, concernant un évêque déchu, et aux évêques de Gaule et d'Espagne concernant le priscillianisme et l'ordination aux différents grades du clergé.
Les anciens ont loué la constitution de Zosime contre Pelage, dont il ne nous reste que quelques fragments, connue sous le nom de Tractoria Zosimi, nom générique donné aux lettres et décrets portés dans les provinces par les courriers publics et que quelques historiens croient devoir être appelés Tractatoria.
On peut consulter sur Zosime : Anastase, dans sa Bibliothèque ; Cesare Baronio, dans ses Annales ecclésiastiques ; le tome 10 de dom Rémy Ceillier.

## Culte
Considéré comme saint par l'Église catholique, il est fêté le 26 décembre.
Son nom ne figure pas dans le Martyrologe géronimien du Ve siècle, mais apparaît seulement dans celui d'Andon au IXe siècle.